# Бжезьниця (Лодзинське воєводство)
Бжезьниця (пол. Brzeźnica) — село в Польщі, у гміні Буженін Серадзького повіту Лодзинського воєводства.
Населення — 136 осіб (2011).
У 1975-1998 роках село належало до Серадзького воєводства.

## Демографія
Демографічна структура станом на 31 березня 2011 року:
|          | Загалом | Допрацездатний вік | Працездатний вік | Постпрацездатний вік |
| -------- | ------- | ------------------ | ---------------- | -------------------- |
| Чоловіки | 67      | 19                 | 38               | 10                   |
| Жінки    | 69      | 11                 | 40               | 18                   |
| Разом    | 136     | 30                 | 78               | 28                   |